# Armoiries du Yémen
Les armoiries du Yémen sont représentées par un aigle d'or aux ailes déployées et un parchemin entre ses serres. Sur le parchemin est écrit le nom du pays (en arabe: الجمهورية اليمنية Al-Jumhuriyah Al-Yamaniyah). Sur l'aigle est une enseigne où sont dessinés un arbre de café et la Digue de Marib. Deux drapeaux du pays s'échappent à droite et à gauche de l'aigle.

## Armoiries historiques

### DuYémen du Sud

Armoiries de la Fédération d'Arabie du Sud (1962-1967)
Armoiries de la République populaire du Yémen (1967-1970)
Armoiries de la République démocratique populaire du Yémen (1970-1990)
Armoiries du Conseil de transition du Yémen du Sud (depuis 2017)

### DuYémen du Nord

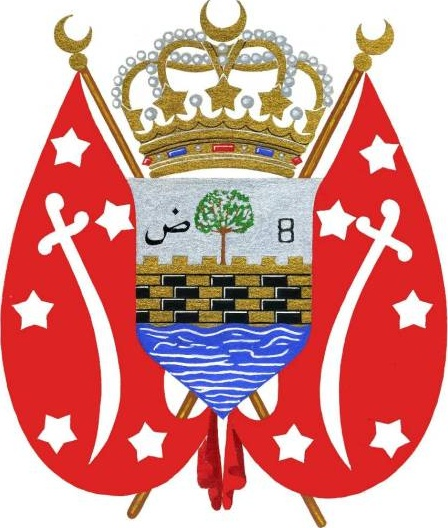
Armoiries du Royaume mutawakkilite du Yémen (1918-1962)
Armoiries de la République arabe du Yémen (1962–1966)
Armoiries de la République arabe du Yémen (1966–1974)
Armoiries de la République arabe du Yémen (1974–1990)

### Régime des Houthis

Armoiries du Comité révolutionnaire (2015-2016)
Armoiries du Conseil politique suprême (depuis 2016)